# Torre di palazzo Pellari
La torre di palazzo Pellari è una delle quattordici torri principali di San Gimignano e si trova in piazza Pecori, ma è visibile anche dal centro di piazza della Cisterna.
Non si conosce l'esatta data di fabbricazione della torre, ma un documento la colloca come anteriore al 1237. La torre ha una forma a parallelepipedo semplice con una copertura piramidale; non dispone di finestre sulla piazza ed è coperta dal filaretto a vista.
Il palazzo Pellari si distingue per il paramento in laterizio con una decorazione marcapiano. Al pian terreno presenta invece come rivestimento la pietra, tagliata in bozze ben squadrate, sul quale si aprono due portali con archi ribassati.